# Michel Christian Cartatéguy
Michel Christian Cartatéguy SMA (* 28. Oktober 1951 in Hasparren) ist emeritierter Erzbischof von Niamey.

## Leben
Michel Cartatéguy trat der Ordensgemeinschaft der Gesellschaft der Afrikamissionen bei und empfing am 1. Juli 1979 die Priesterweihe. Im selben Jahr wurde er dem Bistum Niamey in Niger zugewiesen. Er besuchte einen Hausa-Sprachkurs in Maradi. Von 1980 bis 1984 war er als Jugendpfarrer in Niamey tätig. Dort wurde Cartatéguy 1984 Pfarrer der neugegründeten Gemeinde Saint Jean de Yantala. Er wechselte 1986 als Pfarrer an die Kathedrale von Niamey und war als Geistlicher für die Caritas der Diözese zuständig. Von 1989 bis 1990 verbrachte er ein Sabbatjahr am Institut Catholique de Paris. Mit seiner Rückkehr nach Niger übernahm er zunächst die Verantwortung für das kirchliche Bildungszentrum Centre de Formation Chrétienne (CFC) in Niamey, bis er 1995 zum stellvertretenden Generalvikar von Bischof Guy Armand Romano ernannt wurde.
Papst Johannes Paul II. ernannte Cartatéguy am 18. Mai 1999 zum Weihbischof in Niamey und Titularbischof von Aulona. Der Präsident des Päpstlichen Rates für den Interreligiösen Dialog, Francis Kardinal Arinze, spendete ihm am 26. September desselben Jahres die Bischofsweihe; Mitkonsekratoren waren Jean-Marie Untaani Compaoré, Erzbischof von Ouagadougou, und Guy Armand Romano CSsR, Bischof von Niamey.
Am 25. Januar 2003 wurde er zum Bischof von Niamey ernannt und am 2. März desselben Jahres in das Amt eingeführt. Mit der Erhebung zum Erzbistum am 25. Juni 2007 wurde er zum Erzbischof von Niamey ernannt.
Am 11. Oktober 2014 nahm Papst Franziskus seinen vorzeitigen Rücktritt an.